# Шуре-є Паїн (Аштіан)
Шуре-є Паїн (перс. شوره پايين) — село в Ірані, у дегестані Ґаракан, в Центральному бахші, шахрестані Аштіан остану Марказі. За даними перепису 2006 року, його населення становило 13 осіб, що проживали у складі 5 сімей.

## Клімат
Середня річна температура становить 12,28°C, середня максимальна – 31,68°C, а середня мінімальна – -9,64°C. Середня річна кількість опадів – 242 мм.
| Клімат поселення                              | Клімат поселення | Клімат поселення | Клімат поселення | Клімат поселення | Клімат поселення | Клімат поселення | Клімат поселення | Клімат поселення | Клімат поселення | Клімат поселення | Клімат поселення | Клімат поселення | Клімат поселення |
| Показник                                      | Січ.             | Лют.             | Бер.             | Квіт.            | Трав.            | Черв.            | Лип.             | Серп.            | Вер.             | Жовт.            | Лист.            | Груд.            |                  |
| Середній максимум, °C                         | 7,69             | 9,51             | 14,32            | 19,36            | 23,84            | 30,55            | 31,68            | 30,41            | 26,26            | 20,47            | 13,69            | 8,18             |                  |
| Середня температура, °C                       | −0,98            | 0,83             | 5,66             | 10,68            | 15,16            | 21,87            | 25,58            | 24,33            | 20,19            | 14,38            | 7,60             | 2,10             |                  |
| Середній мінімум, °C                          | −9,64            | −7,84            | −3,02            | 2,03             | 6,50             | 13,20            | 19,50            | 18,23            | 14,09            | 8,28             | 1,51             | −3,99            |                  |
| Норма опадів, мм                              | 34               | 34               | 45               | 32               | 27               | 4                | 1                | 1                | 0                | 9                | 22               | 33               |                  |
| Середньомісячна швидкість вітру, м/с          | 1.95             | 1.90             | 2.84             | 2.86             | 2.51             | 2.40             | 2.56             | 2.26             | 2.16             | 1.97             | 1.89             | 1.43             |                  |
| Середньомісячна сонячна радіація, кДж/м²·день | 9131             | 12411            | 14945            | 18382            | 22405            | 26805            | 26086            | 24098            | 20951            | 15574            | 11048            | 8982             |                  |
| --------------------------------------------- | ---------------- | ---------------- | ---------------- | ---------------- | ---------------- | ---------------- | ---------------- | ---------------- | ---------------- | ---------------- | ---------------- | ---------------- | ---------------- |
| Джерело:                                      |                  |                  |                  |                  |                  |                  |                  |                  |                  |                  |                  |                  |                  |